# Polymorphanisus similis
Polymorphanisus similis är en nattsländeart som beskrevs av Georg Ulmer 1912. Polymorphanisus similis ingår i släktet Polymorphanisus och familjen ryssjenattsländor. Inga underarter finns listade i Catalogue of Life.